# Soccorso rosso internazionale
Il Soccorso rosso internazionale, noto anche con la sigla  MOPR dalla denominazione originale (in russo Международная организация помощи борцам революции?, "Soccorso rosso internazionale per i combattenti della rivoluzione"), fu un'organizzazione internazionale connessa all'Internazionale Comunista fondata nel 1922 per svolgere il compito di "Croce Rossa internazionale politica".
L'organizzazione condusse alcune campagne di solidarietà sociale a sostegno dei prigionieri comunisti e di supporto materiale ed umanitario in situazioni particolari. Fu guidata da Clara Zetkin, Elena Stasova e Tina Modotti.

## Storia

### In Spagna
Il Soccorso Rosso Internazionale comparve per la prima volta in Spagna come organizzazione con fini umanitari durante la rivolta dei lavoratori dell'ottobre 1934 nelle Asturie, fornendo assistenza a coloro che erano stati imprigionati per il loro ruolo nella ribellione, ed organizzando campagne per l'amnistia ai prigionieri che dovevano subire una condanna capitale.
L'organizzazione, che includeva molti artisti e scrittori, fu in seguito ricostituita ed estesa a Barcellona, nel gennaio 1936, con lo scopo di opporsi al fascismo su più fronti.

#### Attività durante la Guerra civile spagnola
Durante la Guerra civile spagnola, lo scrittore Joaquin Arderius svolse il ruolo di presidente dell'organizzazione, prima di andare volontariamente in esilio in Francia e quindi in Messico. Il Soccorso Rosso Internazionale creò cucine da campo e campi profughi in tutto il territorio controllato dai Repubblicani, e fornì anche biblioteche per i soldati Repubblicani. La maggior parte dei loro programmi era, però, rivolta ad aiutare i bambini. Per esempio, il SRI fondò la Escuela Nacional para Niños Anormales (Scuola nazionale per bambini con problemi mentali) a Madrid, che accoglieva 150 studenti. Fu fondato pure un asilo nella periferia di Madrid, che dava alloggio ad altri 150 bambini.
Altre attività includevano:
- la costruzione di reti di trasporto tra gli ospedali e il fronte;
- la trasformazione di diversi edifici (conventi, chiese, palazzi in ospedali di fortuna, ricoveri, banche del sangue, orfanotrofi e scuole.

Gli interventi a sostegno della salute pubblica inclusero la creazione di 275 ospedali, servizi di pronto soccorso, la clinica e la facoltà universitaria di odontoiatria, campagne di igiene dentale, e interventi di trasporto dei dentisti al fronte.
Il POUM, un piccolo partito marxista-trotskista spagnolo del tempo, organizzò un Socorro Rojo parallelo e contrapposto al Soccorso Rosso Internazionale.

#### Attività militari
Le file del Quinto Reggimento (sciolto il 21 gennaio 1937), creato dal Partito Comunista di Spagna allo scoppio della guerra civile, furono ingrossate anche da membri del SRI. Il Quinto Reggimento, ispirato alla Armata Rossa sovietica, includeva Juan Modesto ed Enrique Líster tra i suoi comandanti, e combatté principalmente nelle battaglie di Madrid e dintorni nel 1936.
L'SRI aiutò anche i simpatizzanti comunisti nella Spagna Nazionalista a rifugiarsi in territori non ostili.
La bandiera dell'SRI era formata da una 'S' (per Socorro) tra le sbarre di una prigione.

### Nei Paesi Bassi
La sezione olandese dell'SRI si riunì per la prima volta nel 1926. Nello stesso anno iniziò la pubblicazione di Rode Hulp.

### Nell'America Latina
Verso la fine degli anni venti, Farabundo Martí divenne il leader del Soccorso Rosso Internazionale in America Latina. Julio Antonio Mella, il leader comunista cubano esiliato in Messico dal 1926, fu una figura di spicco della sezione messicana dell'organizzazione.

### Nell'Unione Sovietica
La sezione più grande dell'SRI era il suo ramo sovietico, che contava circa 10 milioni su un totale di 14 milioni di membri dell'IRA. Il MOPR organizzò numerose lotterie e raccolte di fondi.

## Elenco delle emanazioni nazionali
Al 1924, l'organizzazione aveva emanazioni nazionali in 19 stati. Fra di esse si annoveravano:
- Austria: Soccorso rosso austriaco (Österreichische Rote Hilfe)
- Gran Bretagna: Soccorso internazionale per i prigionieri della lotta di classe
- Bulgaria: Organizzazione per il supporto alle vittime della dittatura capitalista
- Francia: Soccorso rosso internazionale (Secours Rouge International)
- Germania: Soccorso rosso della Germania (Rote Hilfe Deutschlands)
- Italia: Soccorso Rosso Italiano
- Messico: Lega per il sostegno ai combattenti perseguitati (Liga Pro Luchadores Perseguidos)
- Paesi Bassi: Soccorso rosso d'Olanda (Roode Hulp Holland)
- Norvegia: Soccorso rosso di Norvegia (Norges Roede Hjelp)
- Polonia: Commissione per il sostegno ai prigionieri politici
- URSS: Soccorso rosso internazionali per i combattenti della rivoluzione (Международная организация помощи борцам революции)
- Spagna: Soccorso rosso internazionale (Socorro Rojo Internacional)
- Svezia: Soccorso rosso internazionale - sezione svedese (Internationella röda hjälpen – svenska sektionen)
- USA: Difesa internazionale del lavoro (International Labor Defense)